# Laure Grouvelle
Pour les articles homonymes, voir Grouvelle.
Laure Grouvelle, née le 4 janvier 1802 à Paris et morte le 21 décembre 1856 à Tours, est une femme politique française.

## Biographie
Fille du journaliste et écrivain Philippe-Antoine Grouvelle, Laure Grouvelle se lance, après la révolution de Juillet, dans la politique. Elle milite en faveur de la république avec son frère. 
Elle passe sa vie à porter des secours aux malheureux, à visiter les hôpitaux, les prisons, aidant surtout les prisonniers d'opinion. Elle est membre de l'« Association libre pour l'instruction du peuple » ; et lors de l'exécution de Pépin et de Morey, elle donne des preuves d'une grande exaspération et aide à les ensevelir.
Compromise dans l'affaire Hubert, complot d'assassinat au roi Louis-Philippe Ier, elle passe en cour d'assises en 1838, et est déclarée par le jury coupable de complot contre le gouvernement, avec circonstances atténuantes. Elle est condamnée à cinq ans de prison.
Conduite à Clairvaux, puis à Montpellier, elle meurt folle quelques années après.